# Matt Grevers
Matthew Grevers, né le 26 mars 1985 à Lake Forest dans l'Illinois, est un nageur américain spécialiste des épreuves de nage libre et de dos crawlé. Sélectionné dans l'équipe américaine lors des Jeux olympiques d'été de 2008, il remporte trois médailles dont deux en or au sein des relais. En individuel, il remporte la médaille d'argent du 100 m dos derrière son compatriote Aaron Peirsol.

## Carrière
Il participe pour la première fois aux Championnats nationaux en 2002 en s'alignant sur des épreuves de nage libre et de dos. En 2003, lors des Championnats d'été, il atteint trois finales individuelles mais ne monte pas sur un podium (6e du 100 m nage libre, 4e du 100 m dos, 6e du 200 m dos). Il ne parvient pas à se qualifier pour les Jeux olympiques de 2004 lors des sélections de Long Beach. 
En 2005, il connaît sa première sélection en équipe nationale pour un championnat international à l'occasion de l'Universiade organisée à Izmir où il remporte trois médailles. L'année suivante, il honore une nouvelle sélection lors des Championnats du monde en petit bassin disputés à Shanghai en Chine. Aligné sur 100 m dos, il parvient en finale lors de laquelle il prend la septième place comme sur 100 m quatre nages. Il est en outre éliminé au stade des demi-finales du 50 m dos et du 50 m papillon. Il remporte en revanche deux médailles en relais : le bronze avec le 4 × 100 m nage libre et l'argent avec le 4 × 100 m quatre nages. Sur le plan national, il conquiert une première victoire aux Championnats NCAA en 2005 sur 100 yards dos, une épreuve qu'il remporte de nouveau en 2006 avant de gagner le 200 m dos en 2007. Cette même année 2007, il remporte deux médailles en relais dont une en or lors de l'Universiade se tenant à Bangkok en Thaïlande.
Les Jeux olympiques d'été de 2008 constituent le principal rendez-vous international en 2008. En juillet, Matt Grevers obtient sa qualification pour cet événement lors des Trials en obtenant une cinquième place sur 100 m nage libre et une deuxième sur 100 m dos. Quelques mois plus tôt, il avait sensiblement amélioré ses meilleurs temps personnels en nageant par exemple un 100 m nage libre en 48 secondes et 53 centièmes.
Aux Jeux olympiques d'été de 2008, il obtient trois médailles dont deux en or. Aligné en individuel sur 100 m dos, il améliore dès les séries le record olympique en 53 s 41 avant de réaliser le second temps des demi-finales en 52 s 99, nouveau record personnel. La finale est dominée par l'Américain Aaron Peirsol qui améliore le record planétaire. Derrière, malgré un temps inférieur à celui des demi-finales, Matt Grevers prend la deuxième place et obtient la médaille d'argent. Il devient par ailleurs double champion olympique en participant aux séries éliminatoires des relais 4 × 100 m nage libre et 4 × 100 m quatre nages, sacrés par la suite en finale. Lors des séries du relais 4 × 100 m nage libre, il fait partie du quatuor qui améliore le record du monde, un record battu de nouveau le lendemain par les titulaires du relais vainqueurs en finale.
Aux Jeux olympiques d'été de 2012, il remporte la médaille d'or sur 100 m dos.
Aux Championnats du monde 2013 à Barcelone, il remporte le titre sur 100 m dos, devant son compatriote Plummer et le Français Jérémy Stravius.

## Palmarès

### Jeux olympiques
- Jeux olympiques d'été de 2008 à Pékin (Chine)  :
  -  Médaille d'or au titre du relais 4 × 100 m nage libre[1]
  -  Médaille d'or au titre du relais 4 × 100 m quatre nages[1]
  -  Médaille d'argent du 100 m dos

- Jeux olympiques d'été de 2012 à Londres (Royaume-Uni)  :
  -  Médaille d'or du 100 m dos
  -  Médaille d'or au titre du relais 4 × 100 m quatre nages
  -  Médaille d'argent au titre du relais 4 × 100 m nage libre[1]

### Grand bassin
- Championnats du monde 2009 à Rome (Italie) :
  -  Médaille d'or au titre du relais 4 × 100 m nage libre.
  -  Médaille d'or au titre du relais 4 × 100 m quatre nages[1].
- Championnats du monde 2013 à Barcelone (Espagne) :
  -  Médaille d'or du 100 m dos.
  -  Médaille d'argent du 50 m dos.
- Championnats du monde 2015 à Kazan (Russie) :
  -  Médaille d'or au titre du relais 4 × 100 m quatre nages[1].
  -  Médaille d'argent du 50 m dos.
  -  Médaille de bronze du 100 m dos.
- Championnats du monde 2017 à Budapest (Hongrie) :
  -  Médaille d'or au titre du relais 4 × 100 m quatre nages.
  -  Médaille d'or au titre du relais 4 × 100 m quatre nages mixte.
  -  Médaille d'argent du 100 m dos.
  -  Médaille de bronze du 50 m dos.
- Championnats du monde 2019 à Gwangju (Corée du Sud) :
  -  Médaille d'argent du relais 4 × 100 m quatre nages[1].
  -  Médaille d'argent du relais 4 × 100 m quatre nages mixte[1].

### Petit bassin
- Championnats du monde en petit bassin 2006 à Shanghai (Chine) :
  -  Médaille d'argent au titre du relais 4 × 100 m quatre nages[1].
  -  Médaille de bronze au titre du relais 4 × 100 m nage libre.
- Championnats du monde en petit bassin 2012 à Istanbul (Turquie) :
  -  Médaille d'or du relais 4 × 100 m quatre nages.
  -  Médaille d'or du relais 4 × 100 m nage libre.
  -  Médaille d'or au 100 m dos.
  -  Médaille d'argent au 50 m dos.
- Championnats du monde en petit bassin 2014 à Doha (Qatar) :
  -  Médaille d'or du relais 4 × 50 m nage libre mixte.
  -  Médaille d'argent du relais 4 × 100 m quatre nages.
  -  Médaille de bronze au 100 m dos.
  -  Médaille de bronze du relais 4 × 100 m nage libre.
- Championnats du monde en petit bassin 2018 à Hangzhou (Chine) :
  -  Médaille d'or du relais 4 × 100 m nage libre.
  -  Médaille d'or du relais 4 × 100 m quatre nages.
  -  Médaille d'argent du relais 4 × 50 m quatre nages.

## Records

### Records personnels
Ce tableau détaille les records personnels de Matt Grevers en grand bassin.
| Épreuve          | Temps   | Compétition                               | Lieu                     | Date            |
| 50 m nage libre  | 22 s 01 | All-American Championships                | Austin, États-Unis       | 6 mars 2008     |
| 100 m nage libre | 48 s 27 | Championnats des États-Unis 2009          | Indianapolis, États-Unis | 10 juillet 2009 |
| 100 m dos        | 52 s 82 | Championnats du monde 2009 (demi-finales) | Rome, Italie             | 27 juillet 2009 |
| 100 m papillon   | 52 s 10 | All-American Championships                | Austin, États-Unis       | 6 mars 2008     |

### Record du monde battu
Matt Grevers a battu un record du monde dans sa carrière. Le 10 août 2008, lors des Jeux olympiques d'été de 2008, il fait en effet partie du quatuor américain qui bat le record du monde du relais 4 × 100 m nage libre en grand bassin en 3 min 12 s 23, un temps amélioré dès le lendemain sans lui cette fois. Lors du record planétaire, il était accompagné de Nathan Adrian, Cullen Jones et Ben Wildman-Tobriner.
Le 12 décembre 2015, il bat le record du monde du 100 mètres dos en petit bassin l'établissant désormais à 48 secondes et 92 centièmes lors de la compétition « Duel in the pool » opposant les États-Unis à l'Europe.